# Раменье (Назаровское сельское поселение)
В том числе в Рыбинском районе есть ещё одна деревня Раменье, но в Глебовском сельском поселении.
Ра́менье — деревня Шашковского сельского округа в Назаровском сельском поселении Рыбинского района Ярославской области .
Деревня расположена в окружении лесов на небольшом удалении от правого берега реки Сороки, правого притока реки Колокша, в одном из наиболее удаленных районов Назаровского сельского поселения. На рассточнии менее 1 км на юго-восток от Раменья, на правом берегу Сороки — деревня Варварино, а напротив Варварино на левом берегу Сороки — деревня Сорокино. Примерно в 3 км на юг на правом берегу Колокши - деревня Борзово. Во всех названных деревнях постоянных жителей не числится. Ближайшие населенные пункты с постоянным населением удалены примерно на 5 км — Шестовское на юго восток и Титовское на юго-запад. Выше по течению Сороки, на расстоянии около 5 км в северном направлении населённых пунктов нет вплоть до бассейна реки Ухра, где находится Арефинское сельское поселение .
На 1 января 2007 года в деревне не числилось постоянных жителей . Почтовое отделение Ераково обслуживает в деревне Раменье 1 дом .